# Ferma (Pro TV)
Ferma este varianta românească a reality show-ului The Farm bazat pe emisiunea suedeză cu același nume care a fost creată în 2001 de Strix și produsă în asociație cu Sony Entertainment și Endemol. 
În România emisiunea a debutat pe 9 martie 2015 la Pro TV, primele două sezoane au fost prezentate de Iulia Vântur. În sezonul trei Iulia Vântur a fost înlocuită de catre actrița Monica Bârlădeanu, iar sezonul patru și cinci este prezentat de către Mihaela Rădulescu. 
Show-ul cuprinde un grup de vedete care trăiesc împreună timp de trei luni într-o fermă departe de civilizație și de confort, fără acces la telefoane, televizor, internet dar și fără nici un aparat electronic. Vedetele sunt supravegheate douăzeci și patru de ore pe zi de camerele de filmat.    
Concurenții-vedete se luptă pentru o șansă de a câștiga marele premiu de 50.000 de euro, făcănd față eliminărilor săptămânale. La final, ultima vedetă rămasă câștigă premiul cel mare și titlul de Marele Fermier.

## Format
În primele două sezoane, douăsprezece vedete vor fi inițiate în tainele agriculturii și traiului la țară de către Mentorul Fermei, un om cu experiență, care și-a petrecut întreaga viață trăind din roadele pământului, îngrijind animale domestice, care sunt și o importantă sursă de hrană. Mentorul va da sarcini săptămânale, pe care ei trebuie să le ducă la bun sfârșit. Îndeplinirea cu succes a sarcinilor aduce cu sine avantaje pentru concurenți.
În sezonul trei, cele douăsprezece vedete sunt grupate în șase cupluri: soț și soție, cei mai buni prieteni, mamă și copil.
Concurenții se vor confrunta atât cu probe săptămanale date de Mentorul Fermei, cât și cu probe zilnice, iar în fiecare săptămână doi dintre concurenți vor intra la Duel pentru a se lupta să își păstreze locul în concurs. Probele vor fi diverse și îi vor pune pe concurenți în situații limită.

#### Fermierul Săptămânii
În Fiecare Săptămână este ales un concurent care este numit „Fermierul Săptămânii”. Acesta doarme într-o cameră separată și este scutit de treburile zilnice. Fermierul Săptămânii are datoria de a numi doi servitori. În prima săptămână concurenții decid cine este Fermierul Săptămânii, iar apoi acesta este ales de către concurentul eliminat.

#### Servitori
Doi concurenți (un bărbat și o femeie) aleși de către Fermierul Săptămânii sunt numiți Servitori. Aceștia vor munci și vor dormi în bucătărie. La finalul săptămânii, servitorul care își face cel mai bine treaba este salvat de grup, iar celălalt devine primul duelist. Acesta are posibilitatea de a alege un alt concurent (de același sex) cu care sa va duela.

#### Duelul
Duelul are loc la finalul săptămânii și este alcătuit din trei runde. Concurentul care câștigă două runde din cele trei este salvat, iar celălalt este eliminat din concurs, nu înainte de a scrie o scrisoare de rămas bun în care va decide cine este următorul Fermier al Săptămânii.

#### Mentorul Fermei
Mentorul fermei este Florin Rață (Nea' Rață). Acesta face zilnic vizite la Fermă pentru a le da diferite sarcini concurenților (de la construirea unui grajd, până la crăpatul lemnelor). După ce fiecare sarcină a fost îndeplinită, acesta îi recompensează cu diferite obiecte sau animale.

## Detalii
| Sezon | Premiera          | Finala           | Marele Fermier  | Locul 2          | Locul 3             | Nr. concurenților |
| ----- | ----------------- | ---------------- | --------------- | ---------------- | ------------------- | ----------------- |
| 1     | 9 martie 2015     | 30 mai 2015      | George Vintilă  | Vica Blochina    | Augustin Viziru     | 16                |
| 2     | 16 februarie 2016 | 4 iunie 2016     | Paul Ipate      | Vasile Calofir   | Maria Constantin    | 16                |
| 3     | 13 februarie 2018 | 17 mai 2018      | Tania Popa      | Cătălin Neamțu   | Daniel Iordăchioaie | 18 (9 cupluri)    |
| 4     | 29 ianuarie 2019  | 23 mai 2019      | Marius Crăciun  | Cătălin Moroșanu | Cătălin Zmărăndescu | 21                |
| 5     | 8 septembrie 2020 | 3 decembrie 2020 | Augustin Viziru | Elena Chiriac    | Andrei Stoica       | 18 (2 echipe)     |

## Sezoane

### Sezonul 1 (2015)
Primul sezon a debutat pe 9 martie 2015 și s-a încheiat pe 30 mai 2015, după 3 luni. Sezonul a început cu 12 vedete, urmând ca pe parcurs să li se alăture alte 4. Emisiunea s-a desfășurat într-o zonă muntoasă din România. Câștigătorul primului sezon a fost George Vintilă care a învins-o pe Vica Blochina în Marea Finală. Vintilă a fost recompensat cu suma de 25.000 de euro și titlul de Marele Fermier.

### Sezonul 2 (2016)
Al doilea sezon a debutat pe 16 februarie 2016 și s-a încheiat pe 4 iunie 2016, după 3 luni jumătate. Sezonul a început cu 12 vedete, urmând ca pe parcurs să li se alăture alte 4. Emisiunea s-a desfășurat într-o zonă muntoasă din Cipru. Câștigătorul celui de-al doilea sezon a fost Paul Ipate care l-a învins pe Vasile Calofir în Marea Finală. Ipate a fost recompensat cu suma de 50.000 de euro și titlul de Marele Fermier. Ipate a fost recompensat și cu titlul de Cel mai harnic fermier în urma voturilor primite din partea telespectatorilor. 

### Sezonul 3 (2018)
Al treilea sezon a debutat pe 13 februarie 2018 și s-a încheiat pe 17 mai 2018, după 3 luni. Sezonul a început cu 12 vedete, formând câte 6 cupluri, ca mai târziu să li se alăture încă 3 cupluri, adică 6 concurenți. Emisiunea se desfășoară la o fermă din Sibiu. Tania Popa a câștigat Marea Finală, în fața lui Cătălin Neamțu, câștigând titlul Fermierul Anului si premiul de 50.000€.

### Sezonul 4 (2019)
Al patrulea sezon al emisiunii revine la Pro TV, pe 29 ianuarie, de la ora 21:30, cu un nou format - Ferma.Un nou inceput. Sezonul a început cu 18 concurenți, ca mai târziu să li se alăture încă 3. Concurentii luptă pentru premiul de 50.000 de euro. In acest sezon emisiunea este prezentata de Mihaela Rădulescu si Cristian Bozgan. Acest sezon a fost câștigat de către Marius Crăciun, care l-a învins pe Cătălin Moroșanu în Marea Finala, câștigând titlul Fermierul Anului și premiul de 50.000€.

### Sezonul 5 (2020)
Al cincilea sezon a debutat pe 8 septembrie 2020. Acesta a început cu 16 concurenți, care fac parte din două echipe: Orășeni și Săteni, iar mai târziu s-au mai alăturat încă 2 concurenți. Acest sezon este prezentat de Mihaela Rădulescu și Cristian Bozgan, la fel ca și sezonul precedent. Sezonul a fost câștigat de către Augustin Viziru la 3 decembrie 2020, acesta a luptat în finală alături de Elena Chiriac.

## Controverse

#### Locația filmării
Mai multe surse din media au vehiculat că locul în care s-a filmat de fapt primul sezon al emisiunii este situat în pădurea Ciocani, județul Dâmbovița la aproximativ 20 de kilometri de București, iar „stâna” nu este decât un vechi canton părăsit.

#### Descalificarea lui Augustin Viziru
Pentru că Augustin Viziru s-a accidentat serios după primul duel al finalei și a fost transportat la spital, producătorii au decis ca unul dintre cei doi concurenți din semifinale să intre în lupta pentru marele premiu.
Iulia Vântur i-a invitat să joace ruleta rusească pe George Vintilă și Dan Helciug. Înainte de a începe jocul, una dintre doamnele aflate în public i-a acuzat pe producători că nu le oferă șanse egale concurenților și îl forțează pe Viziru să iasă din competiție. "Nu a abandonat lupta. Este o diferență. A ajuns la spital pentru că așa a stabilit medicul. Nu este corect. Înseamnă că acest concurs este aranjat și se are ca scop favorizarea unuia singur, care este această doamnă", a spus spectatoarea revoltată, referindu-se la Vica Blochina. După ce s-au mai calmat spiritele în public, Ionuț Iftimoaie a intervenit și a explicat ce se întâmplă în cadrul unei competiții sportive în cazul în care unul dintre concurenți nu mai poate continua. "În mod  normal, trebuie să intre în finală cel cu care Augustin s-a luptat în semifinală, adică George", a spus luptătorul K-1.

## Audiențe
Pe parcursul celor trei luni de difuzare a primului sezon, Pro TV a obținut 97% leadership pe segmentul publicului comercial. Acest lucru înseamnă că  "Ferma Vedetelor" a fost urmărită timp de trei luni, în medie, de peste 1,6 milioane de telespectatori. Pe segmentul publicului comercial, cu vârste cuprinse între 18 și 49 de ani, emisiunea a înregistrat 9.6 puncte de rating. La nivelul publicului din mediul urban, Pro TV a condus topul audiențelor cu 7.5 puncte de rating. 
| Sezon | Poziție în grilă                              | Episoade | Premiera          | Premiera       | Finala           | Finala       | Total (share) | Poziția | Anul sezonului |
| Sezon | Poziție în grilă                              | Episoade | Data              | Premiera (mii) | Data             | Finala (mii) | Total (share) | Poziția | Anul sezonului |
| ----- | --------------------------------------------- | -------- | ----------------- | -------------- | ---------------- | ------------ | ------------- | ------- | -------------- |
| 1     | Luni-Joi 20:30 Sâmbătă 21:30                  | 60       | 9 martie 2015     | 2.39           | 30 mai 2015      | 1.87         | 23.7          | #7      | 2015           |
| 2     | Luni-Miercuri 20:30                           | 39       | 16 februarie 2016 | 1.83           | 4 iunie 2016     | 1.61         | TBA           | TBA     | 2016           |
| 3     | Miercuri 20:30 Joi 21:30                      | 32       | 13 februarie 2018 | TBA            | 17 mai 2018      | TBA          | TBA           | TBA     | 2018           |
| 4     | Marți-Joi 21:30                               | 50       | 29 ianuarie 2019  | TBA            | 23 mai 2019      | TBA          | TBA           | TBA     | 2019           |
| 5     | Marți-Joi 21:30(Marți și Joi) 22:30(Miercuri) | 39       | 8 septembrie 2020 | TBA            | 3 decembrie 2020 | TBA          | TBA           | TBA     | 2020           |